# Foreman Peak
Der Foreman Peak ist ein 2050 m hoher Berg im westantarktischen Marie-Byrd-Land. Im Königin-Maud-Gebirge ragt er 3 km westlich des Dzema Peak auf der Nordseite des Watson Escarpment auf.
Das Advisory Committee on Antarctic Names benannte ihn 1967 nach Donald L. Foreman, Mechaniker der Flugstaffel VX-6 der United States Navy, der 1958 auf der Station Little America V und 1960 auf der McMurdo-Station überwintert hatte.